# Árvácska (regény)
Az Árvácska Móricz Zsigmond regénye. Gyermek hősnője lelenc. Az író örökbefogadott lányáról, Erzsébetről, becenevén Csibéről mintázta. Móricz 1936-ban a Ferenc József-hídon talált a 20 éves, fejletlen lányra, aki öngyilkosságra készült, hogy elviselhetetlen, megalázó életének véget vessen. Csibe éveken át mesélte az írónak gyermekkora, a nevelőszülőknél átélt évek emlékeit, a legsötétebb szadizmussal elkövetett kínzásokat. A lelencet az állam parasztszülőkhöz adja: nyolc pengőt fizet érte és ruhát, cipőt ad. Aki elvállalja, keresni akar rajta: dolgoztatják és éheztetik, ruháját a gazda gyerekei rongyolják el, iskolába nem engedik, ütik-verik, parázzsal égetik, rúgják, kéjenc férfiak játszanak vele. Rosszabb sorban él, mint az állatok, s kiszolgáltatottsága egyre súlyosabb gonoszságra ingerli a nevelőszülőket.
A regényt Móricz élete utolsó időszakában írta meg: 1940-ben a Kelet Népe című folyóiratban közölte folytatásokban, később az Athenaeum Kiadó adta ki.

## A regény szereplői
- Csöre (Pösze), hivatalos nevén „Állami Árvácska”, állami gondozott
- „Kedvesanya”, „Kedvesapa”: Dudásné Rozi és Dudás, Árvácska első nevelőszülei
- Miska, Jóska, Rózsika, Julika, Marika: Dudásék saját gyerekei
- Rokon házaspár
- Kadarcs István: a szomszéd gazda
- „Nagysága”: módos hölgy a Gyermekvédő Ligánál
- Szennyes Ferenc és Szennyesné, Zsaba Mári: Árvácska második nevelőszülei
- Zsófi: szolgáló Szennyeséknél
- Az öreg takács: Zsaba Mári elszegényedett nagybátyja
- Zsabapolka: Zsaba Mári anyja
- Verő és Verőné: Árvácska harmadik nevelőszülei
- Diti: Verőék elkényeztetett leánya
- Fiatal házaspár

## A regény cselekményvázlata
|  | Alább a cselekmény részletei következnek! |

Első zsoltár:
Hajnal a pusztán. Vörös fénnyel kel a nap. Nádfedeles házikó áll az eperfa mellett. A legközelebbi tanya is úttalan távolságban van. Kislány áll a mezőn.
Így kezdődik a regény, bemutatva a környezetet, ahol a csak Csörének szólított gyermek él. Dudásék szegény alföldi parasztcsalád, éppolyan durvák, mint életkörülményeik. Dudásné kegyetlenebbül bánik Csörével, mint saját hat gyerekével, az állami gyerek rosszabb ételt kap reggelire, mint a többi, jobban megbüntetik, ruháit az egyik Dudás gyerek kapja, és nem küldik iskolába, ehelyett a tehenet kell legeltetnie; nevelőapja és a szomszéd is molesztálja.
Második zsoltár:
Egész héten nem lehetett hasznát venni a lánynak, miután egy dinnye leszakításáért tolvajnak nevezték és Dudás parazsat tett a kezére. A kislány leszedte a kezéről a kötést és kiment a mezőre a tehénnel. A többiek egy alagutat ástak, hogy enni tudjanak a szőlőből a szomszédnál, Kadarcsnál. Kadarcs elkapta Csörét és megbecstelenítette, de büszke, hogy olyan sebe lehetett, ami miatt megsajnálták: egyike azon ritka alkalmaknak, amikor nevelőszülei kedvesen bántak vele.
Harmadik zsoltár:
Egyre hűvösebb lett az idő. A meztelen kislány minden bokorban férfiszemeket látott maga körül. A többi gyerek szolgaként játszott vele. Dudás részegeskedik, az asszony és a gyerekek az udvarra menekülnek előle és elrejtőznek a szénakazalban. Kadarcs szellemnek öltözött és ijesztgette őket; az apa lelőtte, meg is halt, de csak a kislány tudta, hogy ki is volt a szellem. Az apa azt mondta, hogy csak gyermekeinek a védelmében lőtt, így nem származott belőle semmi gondja. A kislány attól kezdve félt a szellemektől.
Negyedik zsoltár:
Eljött Dudásékhoz egy asszony, a „nagysága” a menhelyről és kérdőre vonta Dudásnét, mert a gyereknek iskolába kellene már járnia. Miután a nő elment, az anya elkezd ordibálni, amiért akkor viszik el a lányt amikor már hasznát vehették volna. Amíg az anya bent van a városban, addig a kislány kitakarított, ezt az anya is észrevette, majd mikor eszébe jutott, hogy aznap a kislány még nem evett, adott neki enni is. Másnap elindultak a városba, és a kislány meg volt lepődve, mert még ilyen sok házat nem látott. Ugyanaz a nő tűnik fel mint előző nap, mondja, hogy Dudásné elmehet, a gyerek marad. A kislány belekapaszkodik anyja ruhájába, nem akarja elengedni. A papírokból kiderül, hogy hivatalos neve Állami Árvácska.
A kislány megszökött a helyről és egy asszonynál aludt, aki adott neki enni, és felismerte, másnap vissza is vitte Dudásnéhoz. A nagysága cselédje eljött a lányért és elmagyarázta neki, hogy Dudásék nem a valódi szülei, csak a pénzért tartották, amit kaptak érte. Eközben összekötött kézzel rángatta be a gyereket a városba.
Ötödik zsoltár:
Árvácska gazdag családhoz, Szennyesékhez kerül. Mivel nem tud rendesen beszélni, Pöszének hívják. Az első nap annyira gyorsan eszik, hogy észre se veszi, hogy mit is evett meg, mazsolának hiszi. Később hallja, hogy azt mondják rá, nem válogatós, a legyet is megeszi. Kihányja a vacsorát, ezért Szennyesné kizavarja és attól kezdve a szolgálóval alszik. Másnap már reggel 3-kor a mezőre küldik dolgozni, és mikor az „icskolát” említi, akkor az anya rámordul. Enni is csak aludttejet ad neki, a húsból csak akkor, amikor a férje rászól.
Hatodik zsoltár:
A kislányt sokat dolgoztatják. Az egyetlen, aki jól bánik vele, egy öregember, aki minden vagyonát elvesztette a háborúban, és Szennyesék kegyelemkenyerén él, mint szegény rokon. Ő elvitte templomba a kislányt, aki elmesélte neki, hogy az előző nevelőapja „mindig simogatta”. Az öreg, mikor megérti, miről van szó, azonnal szól a csendőröknek; később megtudjuk, hogy Dudás felakasztotta magát, hogy meneküljön a büntetés elől.
Mikor a kislány hazaér, nagyon elverik, mert tudni akarták, hogy mit beszéltek a csendőrökkel. Belenyomják a lúgos vízbe, és annyira marja az arcát, hogy már ordít. Szennyesné egyre idegesebb lesz, majd megüti és két foga bedől. Az orvosnak azt kell mondani, hogy a tehén rúgta fel. Szennyesné egy pohár tejet küld az öregembernek a kislánnyal azzal, hogy ha ezt megissza az öreg, akkor „többet nem panaszkodik”. Az életbe megfáradt, megkeseredett ember meg is issza és meghal. Később a kislány is kap egy pohár tejet az asszonytól, de mivel sosem szerette a tejet, az asszony csecsemő kisfiának akarja adni. Szennyesné rajtakapja és megvádolja, hogy meg akarta ölni a kicsit. Férje visszaviszi a menhelyre a lányt, mert látja, hogy az asszony már nagyon nem bírja elviselni.
Az új nevelőszülő neve Verőné. Már a neve miatt is megijedt a kislány.
Hetedik zsoltár:
A kislány tudta, hogy megint nem fog iskolába járni. Két napig semmi dolga nem volt, utána egyik reggel felébresztették, hogy menjen disznót terelni és adtak neki bőven enni. A vonat majdnem elütötte a kislányt, és mikor hazaért, elverték. Miután valakinek elmesélte az öregember halálát, az öreget exhumálták, megvizsgálták, majd híre jött, hogy Szennyesnét fel fogják akasztani a meggyilkolásáért.
Hazajött a család lánya, Diti, aki szórakozásból megkeserítette a kis árva életét. Elérkezett a karácsony. A kislány még soha nem kapott ajándékot. Később az apa elküldte borért, de az édesanyjának gyújtott mécsest égve felejtette búvóhelyén, a kamrában. Mikor hazaért, látta, hogy neki nem hozott semmit a Jézuska, pedig úgy várta. Diti kigúnyolja, majd ugratásból azt hazudják neki, hogy ha háromszor körbejárja a kutat, teljesül a kívánsága. Ő édesanyját szeretné látni, és ahogy a kutat kerülgeti, az égő ereszről azt hiszi, hogy édesanyja már meg is jelent. Bemegy a házba.
Három nap múlva már mind kialudt a tüzes gerenda, s vastagon belepte a hó a törmeléket.
|  | Itt a vége a cselekmény részletezésének! |

## Feldolgozás
A regényből 1976-ban film készült Ranódy László rendezésében, Czinkóczi Zsuzsa főszereplésével.
2009-ben színházi előadás készült a regény motívumai alapján a Karinthy Színházban, Vidovszky György rendezésében.
2019-ben színházi előadás készült a regény alapján, a kislányt Simkó Katalin játssza. Az előadásban Kulka János is látható néma szerepben, mintegy az írót alakítva, ő az, akinek a lány elmeséli a vele történt szörnyűségeket. A regényt Bíró Bence dramaturg ültette át színpadra, az előadását Ördög Tamás rendezte. A Dollár Papa Gyermekei produkciója a Trafó nevű budapesti művelődési központban látható.
2023 januárjában oratórikus bábelőadás készült a Marosvásárhelyi Művészeti Egyetem és az Ariel Ifjúsági és Gyermekszínház koprodukciójában, Vidovszky György rendezésében.
A regény ihlette Nagy László Árvácska sírverse című versét.